# Jakob Wosky von Bärenstamm
Jakob Johann Josef Wosky von Bärenstamm (hornolužickosrbsky Jakub Jan Józef Wóski z Baerenstamma; 26. července 1692 Crostwitz – 3. prosince 1771 Budyšín) byl lužický a německý duchovní, v letech 1743–1771 budyšínský děkan a apoštolský prefekt, první s biskupským svěcením.

## Život

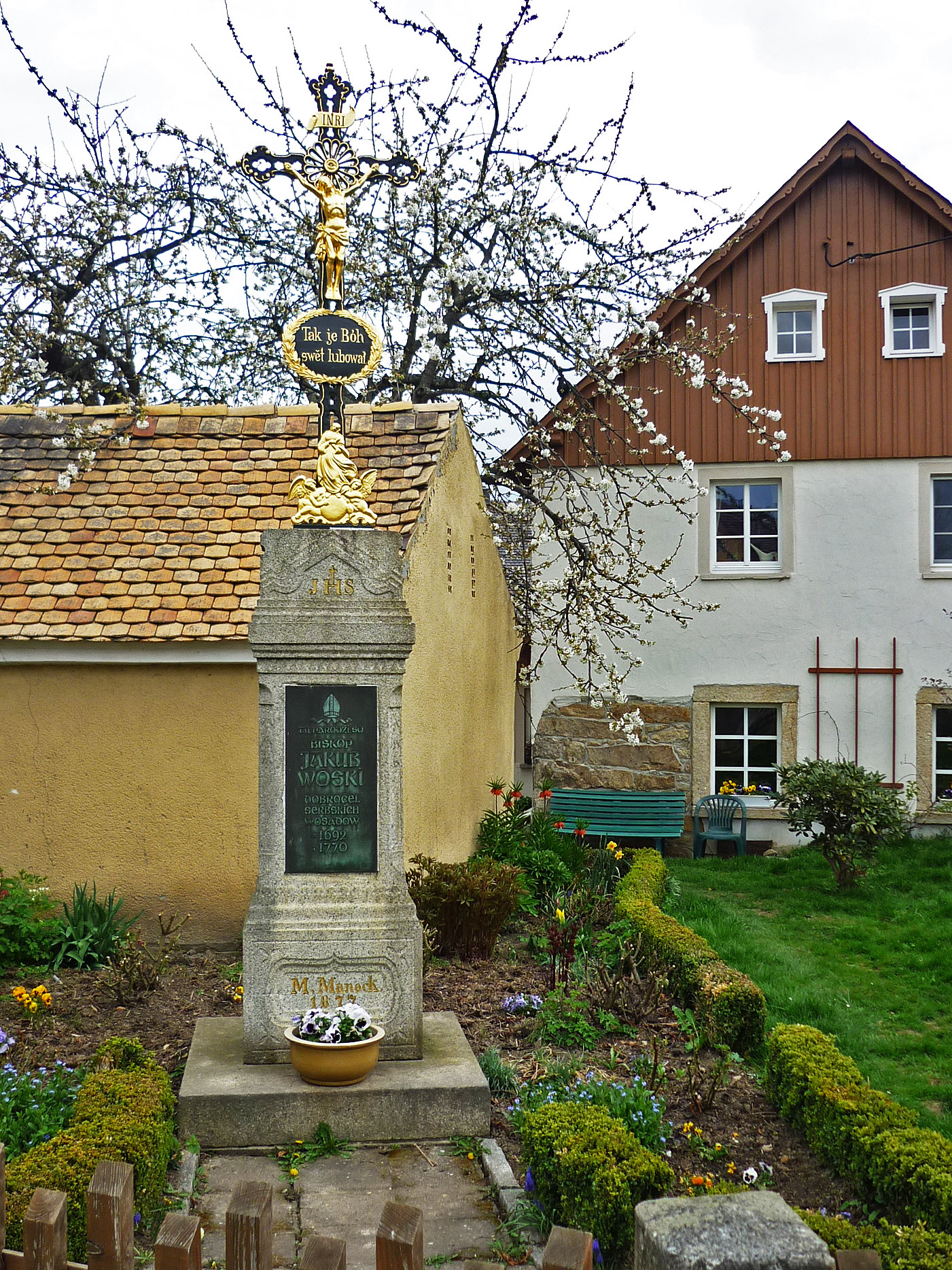
Kříž v Crostwitz připomínající Jakoba Woskyho

Jakob Wosky se narodil v lužickosrbské rodině bohatého sedláka Wóski v Crostwitz (lužickosrbsky Chrośčicy). Ves náležela k panství kláštera Marienstern, díky čemuž rodina zůstala i po reformaci katolická. Základní vzdělání absolvoval na vesnické škole v rodné vsi, poté navštěvoval katolickou školu při katedrální kapitule v Budyšíně. Od roku 1712 studoval teologii na Karlo-Ferdinandově univerzitě v Praze. Zde žil jako alumnus v lužickém semináři na Malé Straně. Na konci roku 1717 se stal jáhnem a roku 1718 byl vysvěcen na kněze. V následujících letech sloužil na několika místech v Horní Lužici jako kaplan a posléze jako farář, až zakotvil u katedrální kapituly v Budyšíně.
Roku 1743 byl zvolen děkanem namísto zesnulého Johanna Freyschlaga von Schmiedenthal (1669–1743), po kterém zároveň převzal funkci apoštolského prefekta. V roce 1745 obdržel od papeže Benedikta XIV. (1675–1758) pro sebe a své následovníky pontifikálie, mohl tak biřmovat a světit nové kněze. Pod Woskyho vedením zažívala apoštolská prefektura Míšeň rozkvět. Podporován katolickými kurfiřty sídlícími v Drážďanech založil nové farnosti a dal postavit nové kostely (například v rodném Crostwitz/Chrośčicy). Velmi podporoval úctu ke svatému Bennovi. Roku 1746 dal vybudovat v budyšínské katedrále oltář zasvěcený tomuto světci a ve vsi Ostro sám financoval výstavbu kostela svatého Benna. Na panství budyšínské kapituly nechal rozšířit řadu škol, zlepšil životní podmínky učitelů a zařídil výstavbu nových škol. Roku 1753 byl Wosky jmenován titulárním biskupem pergamonským a biskupské svěcení přijal v Praze. V souvislosti s povýšením na biskupa obdržel Wosky od císaře Františka I. Štěpána Lotrinského (1708–1765) šlechtický přídomek „von Bärenstamm“ spolu se znakem, který vyobrazoval velikonočního beránka s vlajkou (znak původní míšeňské diecéze), medvěda s úlem a šest stříbrných kuliček.